# Градинская улица
Градинская улица (укр. Градинська вулиця) — улица в Деснянском районе города Киева. Пролегает от улицы Оноре де Бальзака до улицы Радунская, исторически сложившаяся местность (район) Вигуровщина-Троещина.
Нет примыкающих улиц.

## История
Согласно топографической карте M-36-050, к 1991 году улица не была проложена.  
Новая улица спроектирована в 1980-е годы. Улица была проложена в 1990-е годы по полю от улицы Оноре де Бальзака в направлении села Троещина в современных размерах в Ватутинском районе и была застроена только парная сторона 15-16-этажными домами наряду с микрорайоном № 21. Непарная сторона была застроена позже: в 2010 году 22-23-24-этажными домами. 
6 декабря 1991 года улица получила современное название — в честь местности Градина — поля возле сёл Вигуровщина и Троещина, согласно Решению исполнительного комитета Киевского городского совета депутатов трудящихся № 916 «Про наименование и переименование улиц города Киева».

## Застройка
Улица пролегает в северо-западном направлении — в направлении села Троещина, параллельно улице Николая Лаврухина. Улица имеет по два ряда движения в обе стороны. 
Парная и непарная стороны улицы занята многоэтажной жилой (15-16-22-23-24-этажные дома) застройкой и учреждениями обслуживания — микрорайоны №№ 21 и 26 жилого массива Вигуровщина-Троещина. 
Учреждения:
1. дом № 6Б — школа № 308
2. дом № 13/8 — отделение связи № 34